# Eikichi Itoh
Eikichi Itoh, né le 25 juin 1911 à Osaka et mort le 30 août 2011 dans la même ville, est un homme d'affaires japonais.

## Biographie
Eikichi Itoh est l'arrière-petit-fils de Chubei Itoh, fondateur de la sōgō shōsha C. Itoh & Co., Ltd., désormais connue sous le nom d'Itochu, l'une des principales société de commerce et d'investissement au Japon.
Dans sa jeunesse, il pratique le tennis à haut niveau. Il prend notamment part à une tournée de l'équipe japonaise en Europe et en Amérique en 1933 et se distingue en étant huitième de finaliste des Internationaux de France (défait par Henri Cochet). Lors du tournoi de Wimbledon, il dispute le match d'ouverture du championnat sur le Centre Court contre Cliff Sutter. Il ne joue toutefois aucun match lors de la campagne de Coupe Davis. En 1936, il atteint le 3e tour à Wimbledon (battu par Adrian Quist) et les quarts de finale en double (contre Borotra et Brugnon).
En 1934, il sort diplômé de l'Université de Kobe puis étudie pendant deux ans l'économie au Pembroke College à Cambridge.
Il occupe dans les années 1960 le poste de président de la American Machine and Foundry Itoh Bowling Company, Ltd. après avoir été directeur de la branche américaine de la société AMF entre 1954 et 1959.
Ayant un temps occupé le poste de président d'Itochu, Itoh était connu pour avoir tissé des relations commerciales étroites entre le Japon et le Royaume-Uni. Il a été élevé à ce titre au rang de chevalier commandeur honoraire dans l'Ordre de l'Empire britannique (KBE) en 1973.